# Bondroitia lujae
Bondroitia lujae är en myrart som först beskrevs av Auguste-Henri Forel 1909.  Bondroitia lujae ingår i släktet Bondroitia och familjen myror. Inga underarter finns listade.

## Bildgalleri

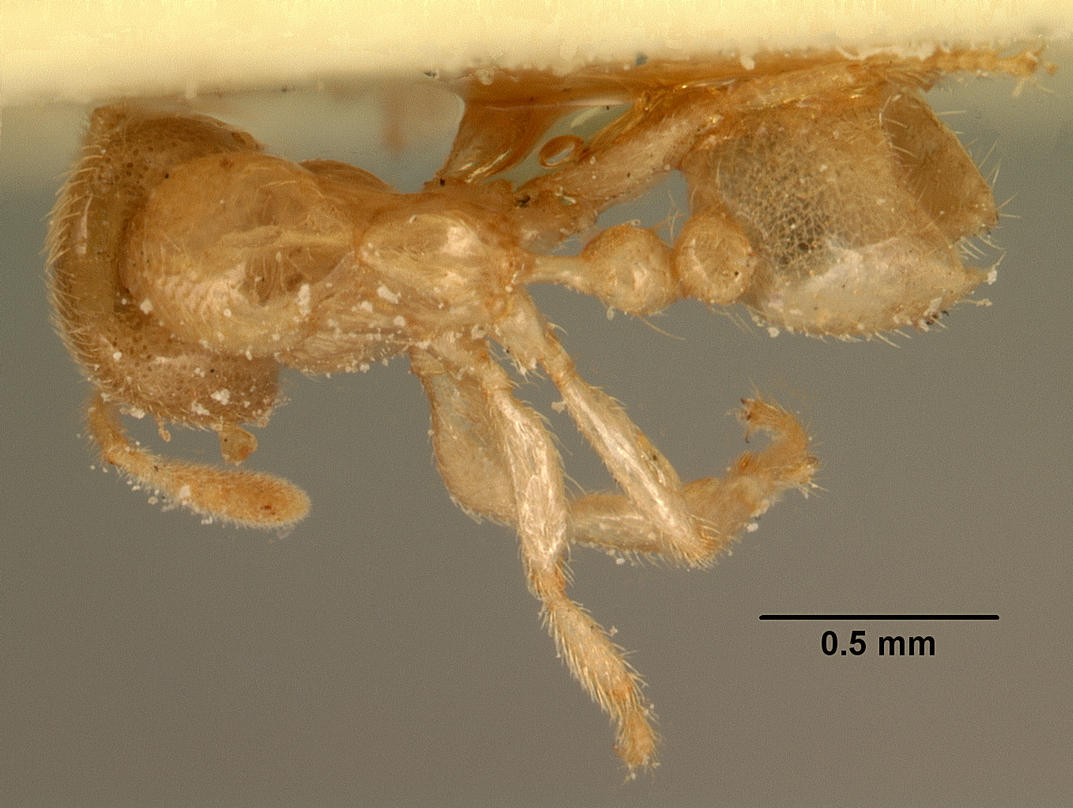
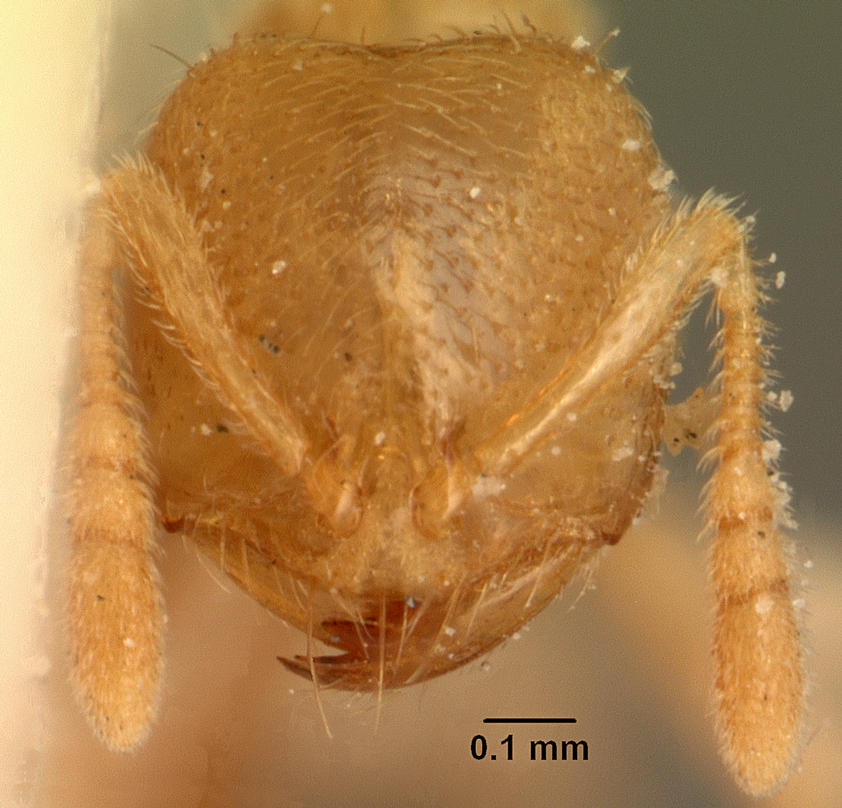
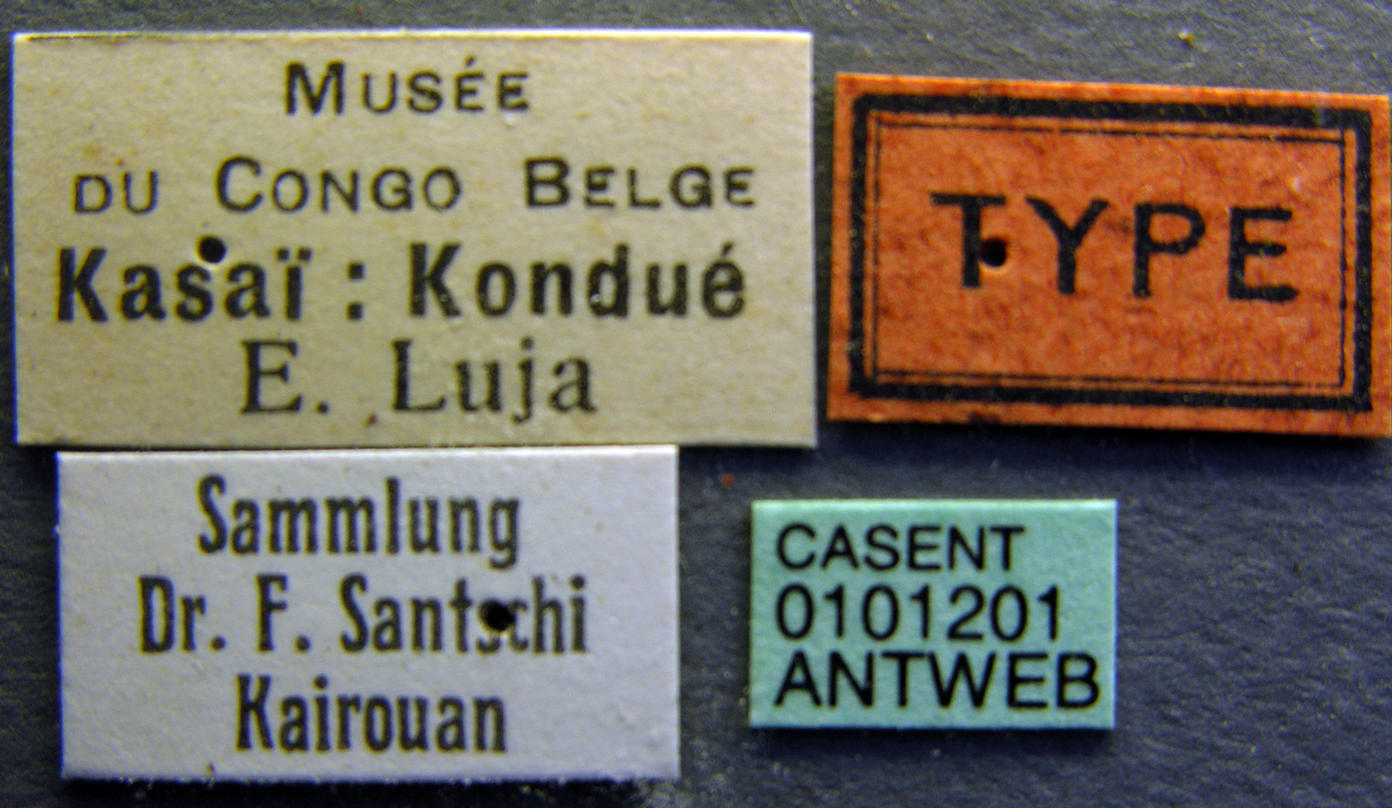
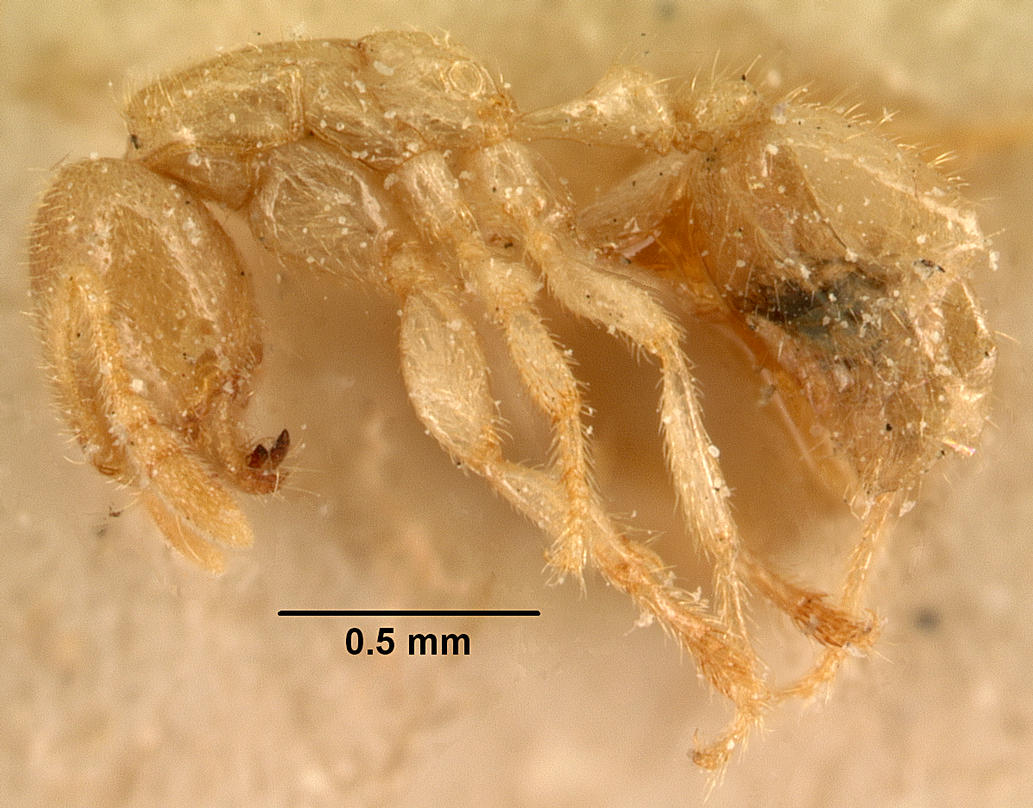